# Kirstie Kniaziew
Kirstie Kniaziew (née Otto; St. Catharines, 30 de junho de 1975) é uma ex-triatleta canadense. Iniciou a carreira na década de 1990, tornando-se tricampeã do campeonato canadense de juniores e obteve uma medalha de bronze no Campeonato Mundial Júnior de 1992. Três anos depois, integrou a equipe nacional Jogos Pan-Americanos de 1995, em Mar del Plata, onde conquistou a medalha de prata. Na década seguinte, competiu no Ironman. Em 2015, venceu a prova de Chicago do Campeonato Mundial de Triatlo na categoria 40-44, conquistando o terceiro lugar geral na competição. Casou-se com Duffy Kniaziew.